# Presidenza di John Quincy Adams
La presidenza di John Quincy Adams ebbe inizio il 4 marzo del 1825 con la cerimonia d'insediamento e terminò il 4 marzo del 1829. Adams, il sesto presidente degli Stati Uniti d'America entrò in carica dopo le elezioni presidenziali del 1824. 
Alle elezioni si erano candidati lui e altri tre esponenti del Partito Democratico-Repubblicano, Henry Clay, William Harris Crawford e Andrew Jackson. Nessuno però ottenne la maggioranza assoluta dei grandi elettori del Collegio elettorale, cosicché il compito di scegliere il nuovo presidente spettava, secondo la Costituzione, alla Camera dei Rappresentanti. Questa doveva scegliere il presidente tra i tre candidati con più grandi elettori: Jackson, Adams e Crawford. Con l'aiuto decisivo di Clay, Adams fu eletto e Clay divenne segretario di Stato.
Al suo insediamento Adams presentò un ambizioso programma interno; immaginò un mercato nazionale in cui il Nord e il Sud, le città e i paesi di "frontiera", fossero legati insieme da intensi scambi commerciali. Sostenitore del sistema americano proposto da Clay, previde importanti investimenti da dedicare ai miglioramenti infrastrutturali interni (tra cui la costruzione di strade e canali su larga scala) e la creazione di istituzioni accademiche come una grande università nazionale.
A causa dello scarso sostegno degli esponenti sudisti e conservatori al Congresso, tuttavia il suo programma rimase in larga misura inattuato. Il sostegno di Adams al cosiddetto "Dazio degli abomini", una tariffa daziaria fortemente protezionista approvata nel 1828, intaccò sostanzialmente la sua popolarità.

Le iniziative di politica estera dell'Amministrazione andarono solo leggermente meglio. Furono conclusi dei trattati di reciprocità sui diritti di scambio con diverse nazioni, ma la presidenza Adams fu ostacolata dal Congresso nella risoluzione di varie altre questioni commerciali in corso, il che aumentò le tensioni con il Regno Unito e influenzò negativamente il commercio internazionale statunitense. Quando Adams desiderò inviare una delegazione al Congresso di Panama del 1826, un incontro di delegazioni delle nuove repubbliche dell'America Latina, la sua richiesta di finanziamento fu bloccata dal Congresso.

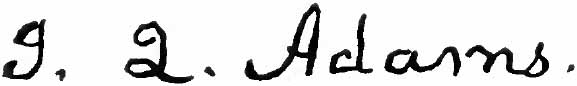
La firma autografa del presidente J. Q. Adams.

La natura decisamente controversa delle elezioni del 1824 portò all'implosione del Partito Democratico-Repubblicano e all'emergere di una nuova era nella politica statunitense. Caratterizzando la vittoria di Adams come il risultato di un "affare di corruzione" tra lo stesso presidente e Clay, Jackson e i suoi sostenitori - tra cui Martin Van Buren e il vicepresidente John Calhoun - trascorsero i successivi tre anni a costruire l'organizzazione che sarebbe diventata il Partito Democratico.
I seguaci di Adams si organizzarono in modo più lasco come Partito Repubblicano Nazionale, ma non furono in grado di eguagliare gli sforzi dei Democratici sotto Jackson, che vinse le elezioni presidenziali del 1828 con una larghissima maggioranza.

## Elezioni presidenziali del 1824
Andrew Jackson fu il candidato che raccolse la maggioranza relativa sia del voto popolare sia dei grandi elettori, ma la Camera dei rappresentanti elesse presidente Adams. I seguaci di Jackson definirono corrotta questa elezione.

## Inaugurazione
Il presidente eletto prestò giuramento nelle mani del presidente della Corte suprema John Marshall il 4 marzo 1825 in una cerimonia tenutasi in un'aula della Camera dei rappresentanti nel Campidoglio di Washington; giurò su un volume di legge costituzionale invece che sulla più tradizionale Bibbia.
Nel suo discorso inaugurale Adams adottò un tono super partes, promettendo che avrebbe contrastato la formazione di nuovi partiti ed evitato di effettuare nomine basate sull'appartenenza a fazioni. Propose anche un elaborato programma di lavori pubblici: strade, ponti e canali Sebbene alcuni dubitassero la costituzionalità di finanziamenti federali a tali lavori, il presidente sostenne che la "clausola di assistenza generale" della Costituzione (General Welfare Clause) desse un'ampia copertura in materia. I suoi predecessori si erano impegnati in progetti come la costruzione della National Road, e Adams promise che avrebbe chiesto al Congresso l'autorizzazione per molti altri programmi simili.

## Presidenza

### Cronologia
Gli avvenimenti salienti della presidenza John Q. Adams furono:
1825
- fine dell'era dei buoni sentimenti;
- cessione del Territorio del Kansas da parte del popolo Kaw;
- apertura del Canale Erie;
- morte dell'ex vicepresidente Daniel D. Tompkins;

1826
- fondazione dell'American Temperance Society a Boston;
- morte degli ex presidenti Thomas Jefferson e John Adams;
- prima circumnavigazione del globo da parte della USS Vincennes (1826) partita da New York;
- avvio della ribellione di Fredonia;
- "ammutinamento Grog" alla United States Military Academy;
- apertura della prigione di Sing Sing;

1827
- avvio delle pubblicazioni del Freedom's Journal, primo quotidiano rivolto specificatamente agli afroamericani, a cura di John Brown Russwurm;
- morte del politico Rufus King;
- guerra Winnebago;
- fondazione del "Partito Democratico del Maryland" a Baltimora, a sostegno della candidatura di Andrew Jackson;
- apertura del primo ristorante a Manhattan, il "Delmonico's", ad opera di due immigrati italo-svizzeri;

1828
- fondazione del Partito Democratico;
- morte del politico DeWitt Clinton;
- inizio delle pubblicazioni del Cherokee Phoenix, il primo quotidiano rivolto ai nativi americani;
- dazio delle abominazioni;
- costruzione della Baltimore and Ohio Railroad;
- vittoria di Andrew Jackson alle elezioni presidenziali del 1828;
- presentazione del documento intitolato South Carolina Exposition and Protest alla Camera dei rappresentanti della Carolina del Sud, ad opera di John Calhoun;
- introduzione del Blackface ad opera dell'attore bianco Thomas Dartmouth Rice;
- prima pubblicazione del An American Dictionary of the English Language, opera di Noah Webster;
- fondazione dei partiti a tema specifico Partito Anti-Massonico e Nullifier Party;
- creazione dell'American Peace Society, pacifista;
- morte di Rachel Jackson, moglie del presidente eletto Andrew Jackson;
- morte di William "Billy" Lee, valletto personale di George Washington;

1829
- morte del politico Timothy Pickering;
- insediamento della presidenza di Andrew Jackson.

### Gabinetto ministeriale
Partiti politici
  Democratico-Repubblicano
  Indipendente
| Dipartimento | Incarico                       | Ritratto | Ritratto           | Nome                  | Mandato      | Mandato        |
| Dipartimento | Incarico                       | Ritratto | Ritratto           | Nome                  | Inizio       | Termine        |
| ------------ | ------------------------------ | -------- | ------------------ | --------------------- | ------------ | -------------- |
|              | Presidente                     |          |                    | John Quincy Adams     | 4 marzo 1825 | 4 marzo 1829   |
|              | Vicepresidente                 |          |                    | John Calhoun          | 4 marzo 1825 | 4 marzo 1829   |
|              |                                |          |                    |                       |              |                |
|              | Segretario di Stato            |          |                    | Henry Clay            | 4 marzo 1825 | 4 marzo 1829   |
|              | Segretario al tesoro           |          |                    | Richard Rush          | 7 marzo 1825 | 5 marzo 1829   |
|              | Segretario alla Guerra         |          |                    | James Barbour         | 7 marzo 1825 | 23 maggio 1828 |
|              | Segretario alla Guerra         |          | Peter Buell Porter | 23 maggio 1828        | 9 marzo 1829 |                |
|              | Procuratore generale           |          |                    | William Wirt          | 4 marzo 1825 | 4 marzo 1829   |
|              | Direttore generale delle poste |          |                    | John McLean           | 4 marzo 1825 | 4 marzo 1829   |
|              | Segretario alla Marina         |          |                    | Samuel Lewis Southard | 4 marzo 1825 | 4 marzo 1829   |

Come James Monroe prima di lui, Adams volle un gabinetto federale geograficamente equilibrato che rappresentasse le varie fazioni di partito, e chiese ai ministri uscenti di rimanere al loro posto anche durante la sua presidenza. Samuel Lewis Southard del New Jersey rimase così segretario alla Marina mentre William Wirt, che aveva forti legami sia con la Virginia che col Maryland, mantenne la carica di procuratore generale. John McLean dell'Ohio continuò a servire come direttore generale delle poste, una posizione importante pur non facendo ancora parte ufficialmente della compagine di governo. Southam e McLean avevano entrambi appoggiato Calhoun e Jackson nel 1824, mentre Wirt generalmente evitava di essere coinvolto nelle campagne elettorali. Durante la sua presidenza Adams si rese conto che i funzionari di McLean tendevano a favorire i seguaci di Calhoun, ma nonostante ciò lo mantenne in carica perché vedeva McLean come un ministro assai competente.
Il presidente scelse poi Henry Clay in qualità di segretario di Stato, adirando coloro che credevano che Clay avesse offerto il suo sostegno nelle elezioni del 1824 proprio per ottenere tale carica, la più prestigiosa tra i ministri. In seguito Clay avrebbe rimpianto di aver accettato, poiché alimentò le accuse di un accordo scorretto, ma il seguito di Clay nel West e il suo interesse per la politica estera lo rendevano una scelta naturale per quel ruolo.
Le prime scelte di Adams per il segretario alla Guerra e il segretario al tesoro erano rispettivamente Andrew Jackson e William Harris Crawford. Poiché Jackson non era interessato a servire nella presidenza Adams, venne rimpiazzato da James Barbour della Virginia, un importante sostenitore di Crawford. Da parte sua Crawford rifiutò di continuare il suo mandato come segretario del Tesoro, per cui Adams chiese ad Albert Gallatin di sostituirlo, ma Gallatin declinò. La direzione del Dipartimento del Tesoro andò così invece a Richard Rush della Pennsylvania, che era rimasto estraneo alle elezioni presidenziali in quanto ambasciatore nel Regno Unito. Rush divenne un importante sostenitore dei lavori pubblici federali e dei dazi protezionisti.
La compagine di Adams fu armoniosa e produttiva; Adams teneva con i suoi ministri una riunione collettiva su base settimanale per discutere le principali questioni politiche e diede loro un ampio margine discrezionale nell'esercizio delle loro funzioni.

## Secondo sistema partitico

### Retroterra storico e conseguenze elettorali
Immediatamente dopo l'elezione di Adams da parte della Camera dei rappresentanti, il generale Andrew Jackson tenne un atteggiamento di cortesia e accondiscendenza nei riguardi del nuovo presidente. Adams sperò quindi di poter proseguire nell'obiettivo del suo predecessore Monroe di porre fine al sistema dei partiti, e i suoi ministri erano personalità di diversa provenienza ideologica e geografica. Tuttavia, la nomina di Henry Clay alla carica di segretario di Stato urtò Jackson, che ne beneficiò in termini di simpatia popolare; ricevette un gran numero di lettere che lo incoraggiavano a continuare la sua azione politica, e nel 1825 accettò che l'Assemblea legislativa statale del Tennessee lo nominasse suo candidato alle successive elezioni presidenziali.

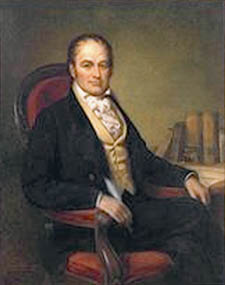
Ritratto di William Harris Crawford.

La nomina di Clay suscitò anche l'opposizione dei sostenitori di Crawford e Calhoun. Sebbene Calhoun fosse stato vicino ad Adams nel corso della presidenza Monroe, si allontanò dal presidente proprio a seguito della nomina di Clay, visto ormai come erede naturale alla presidenza. La sommossa degli schiavi capeggiata da Denmark Vesey nel 1822, seppur fallita, aveva già contribuito ad un'evoluzione dell'ideologia di Calhoun, che divenne un sempre più ardente sostenitore dei diritti degli Stati durante gli anni 1820.

### Nascita delle coalizioni

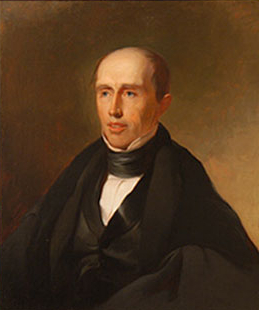
Francis Preston Blair in un ritratto di Thomas Sully.

L'ambizioso messaggio presidenziale del dicembre del 1825 rivolto al Congresso irritò l'opposizione, con importanti esponenti come Francis Preston Blair del Kentucky e Thomas Hart Benton del Missouri che si scontrarono con la presidenza. Al termine della prima sessione del 19º Congresso una coalizione di oppositori ad Adams composta da seguaci di Jackson (guidati da Benton e Hugh Lawson White), di Crawford (Martin Van Buren e Nathaniel Macon) e di Calhoun (guidati da Robert Young Hayne e George McDuffie, futuro governatore della Carolina del Sud) si era manifestata al Congresso.

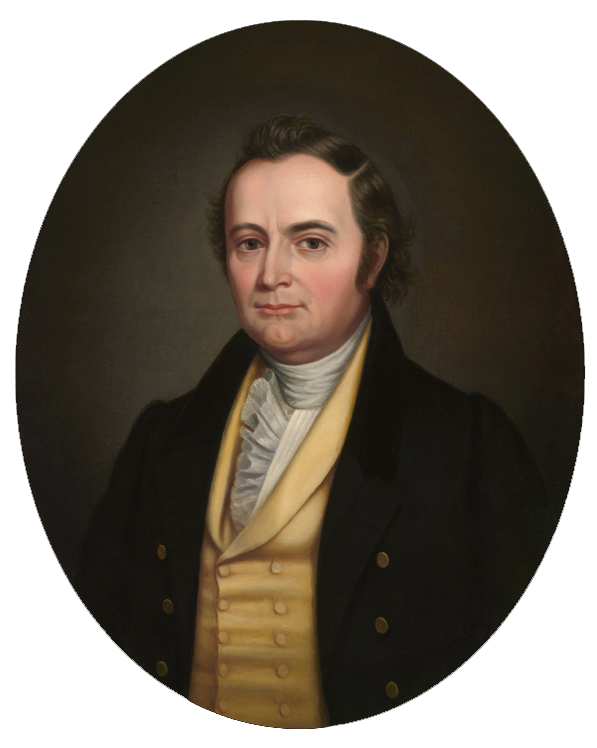
Ritratto di John W. Taylor, Presidente della Camera dei Rappresentanti.

A parte Clay, al presidente mancava un forte sostegno al di fuori degli Stati del nord-est, mentre al Congresso si appoggiava su Edward Everett, John W. Taylor e Daniel Webster. Questi ultimi iniziarono a chiamarsi "Repubblicani-Nazionali", laddove i seguaci di Jackson presero a definirsi Democratici; nella stampa vennero spesso descritti come gli "uomini di Adams" e gli "uomini di Jackson".
Alle elezioni di metà mandato del 1826 gli avversari del presidente raccolsero una buona quantità di seggi in tutta la nazione, dato che gli alleati di Adams non riuscirono a coordinarsi. In seguito al buon risultato raggiunto, Van Buren incontrò Calhoun e i due accettarono di appoggiare la candidatura di Jackson alle elezioni presidenziali del 1828; Van Buren riuscì ad attirare alla causa molti dei precedenti sostenitori di Crawford. Calhoun puntava a succedere a Jackson nel 1832 o nel 1836. L'obiettivo finale di Van Buren era la rinascita dell'alleanza dei tempi di Jefferson tra i latifondisti delle piantagioni del Sud e i "semplici Repubblicani" del Nord, che avrebbe a sua volta ricreato l'antica suddivisione tra Partito Democratico-Repubblicano e Partito Federalista. Osservando il recente dibattito riguardo al compromesso del Missouri, Van Buren temeva che senza un solido sistema bipartitico si sarebbe arrivati a divisioni su base geografica.

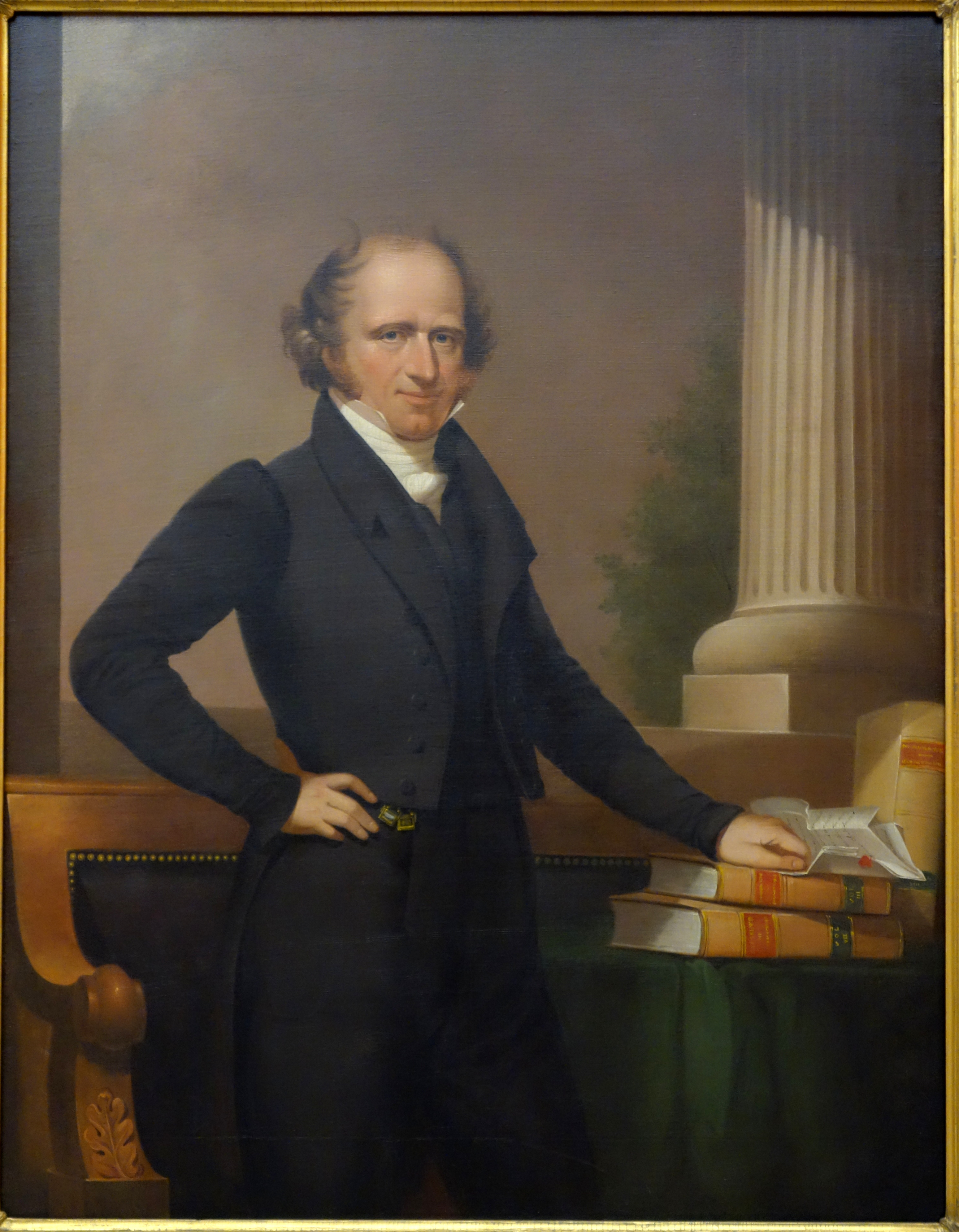
Il senatore Martin Van Buren in un dipinto di Ezra Ames.

A differenza di Van Buren, il presidente si aggrappò alla speranza di una nazione senza partiti e si rifiutò di sfruttare il potere delle nomine politiche e amministrative per costruire un proprio partito. Molte delle sue designazioni erano pensate più per ammorbidire gli oppositori che per premiare i sostenitori. Tentò di coinvolgere anche ex federalisti come Rufus King, ma le loro divisioni interne e la perdurante ostilità verso i federalisti tra i vecchi democratici-repubblicani impedirono ad Adams di ottenerne il pieno appoggio.

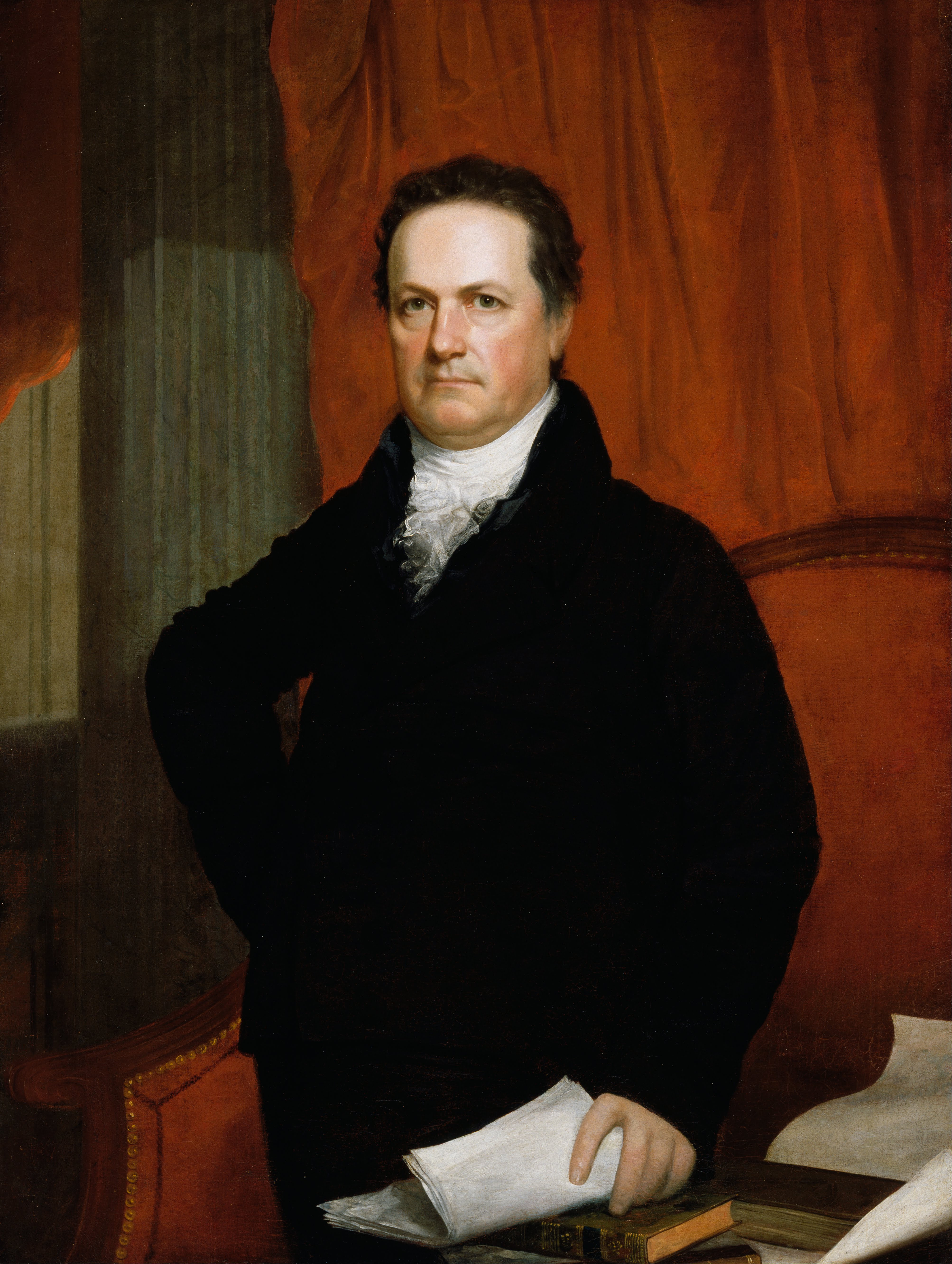
Il governatore di New York DeWitt Clinton.

Il presidente provò anche, senza successo, a raccogliere un sostanziale sostegno dal nascente movimento anti-massonico o dal seguito dell'influente governatore di New York DeWitt Clinton. Al di fuori della Nuova Inghilterra molti dei sostenitori del presidente finirono con il riconoscersi più per la loro opposizione a Jackson che per il loro appoggio ad Adams.
Jackson aveva un ampio sostegno popolare e molti pensavano che gli fosse stata tolta la vittoria alle elezioni presidenziali del 1824 in modo sleale, tuttavia continuava a mancargli un programma politico che potesse riunire tutti gli avversari del presidente. Per paura di turbare il delicato equilibrio tra i suoi sostenitori, Jackson evitò di assumere posizioni nette, a parte la sua decisa opposizione alla presidenza in carica. I suoi sostenitori del West speravano che Jackson avrebbe investito nei lavori pubblici, mentre in Pennsylvania che avrebbe favorito tariffe doganali elevate. D'altra parte, molti al sud vedevano Jackson come un baluardo dell'opposizione a potenti istituzioni federali, che temevano avrebbero potuto essere usate contro lo schiavismo. Jackson non dettagliò un programma politico come invece fece Adams, tuttavia la sua coalizione rimase unita nell'opposizione al programma del presidente. I jacksoniani erano anche favorevoli a rendere disponibili le terre dei nativi americani alla colonizzazione da parte dei bianchi.

## Affari interni

### Un programma ambizioso
Nel suo messaggio annuale del 1825 indirizzato al Congresso in sessione congiunta, il presidente presentò un programma governativo esteso ed ambizioso; richiedeva lo stanziamento d'investimenti sostanziosi a favore di migliorie infrastrutturali e la creazione di un'università nazionale, di un'accademia navale e di un osservatorio astronomico nazionali. Osservando il buono stato del dipartimento del Tesoro e la possibilità di ulteriori entrate tramite le vendite di terreni demaniali nelle grandi praterie del West, Adams sostenne il completamento di diversi progetti in corso di costruzione o progettazione, tra cui una strada tra Washington e New Orleans.

La proposta di un Dipartimento degli Interni con relativo Segretario degli Interni verrà accolta e resa esecutiva all'inizio della Presidenza di Zachary Taylor nel 1849.

Propose anche l'istituzione di un dipartimento degli Interni a livello di gabinetto esecutivo che avrebbe presieduto a tali lavori infrastrutturali. Il presidente pensava di ottenere finanziamenti principalmente attraverso la messa in vendita di terreni nell'Occidente, anziché con aumenti di tasse o di debito pubblico. Il programma di sviluppo interno di Adams e Henry Clay, presto noto come "sistema americano", fu progettato per unire interessi locali disparati nella promozione di una prospera economia nazionale.
Il programma di Adams subì l'opposizione di vari ambienti; molti erano in disaccordo con la sua interpretazione estensiva della Costituzione, preferendo che il potere esecutivo fosse affidato più ai singoli Stati federati anziché al governo federale. Alcuni non gradivano la pianificazione a qualsiasi livello. Alcuni al sud temevano che il presidente fosse segretamente un abolizionista e che cercasse di sottomettere gli Stati al governo federale.
Clay avvertì presto Adams che molte delle sue proposte avevano poche possibilità di essere approvate dal 19º Congresso; ma il presidente osservò che il programma poteva essere realizzato anche in un secondo momento. Come previsto da Clay, la maggior parte delle proposte presidenziali furono alla fine respinte. Le idee di Adams di un'università nazionale, di un osservatorio nazionale e di un sistema uniforme di pesi e misure non furono mai nemmeno votati al Congresso La sua proposta per la creazione di un'accademia navale ebbe l'iniziale approvazione del Senato, per essere poi sconfitta alla Camera dei Rappresentanti con un voto di 86 contro 78; gli avversari dell'accademia si opposero innanzitutto al suo costo, temendo inoltre che una tale istituzione avrebbe "causato degenerazione e corruzione della moralità pubblica". La proposta di Adams di approvare una legge nazionale sul fallimento fu anch'essa sconfitta. Il segretario alla Marina Samuel Lewis Southard propose un rilevamento nazionale dell'intera costa ovest, ma il Congresso si rifiutò di approvare il progetto intero, appoggiando invece indagini minori nella Carolina del Sud e nel Maryland. L'Amministrazione tentò anche di lanciare una spedizione navale per esplorare l'Oceano Pacifico (la futura spedizione di Wilkes avviatasi nel corso della presidenza di Martin Van Buren più di un decennio dopo), ma anch'essa fu bocciata dal Congresso.

### Infrastrutture
A differenza di altri punti del suo programma, Adams ottenne l'approvazione del Congresso per alcuni ambiziosi progetti di infrastrutture.

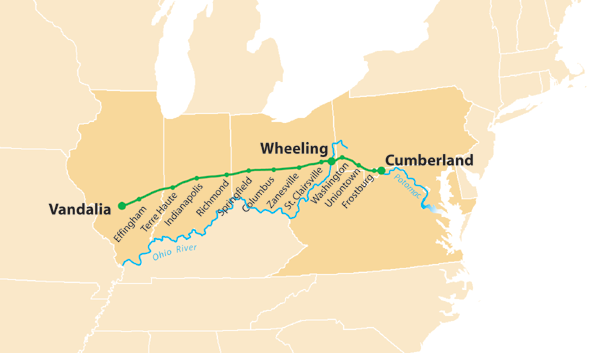
La rotta della National Road.

Tra il 1824 e il 1828 il corpo degli ingegneri militare condusse una serie di rilevamenti in vista della costruzione di strade, canali, ferrovie e miglioramenti nella navigazione fluviale. Adams si occupò dei provvedimenti per importanti riparazioni e per l'estensione della National Road e, al termine della sua presidenza, la National road si estendeva da Cumberland (Maryland) a Zanesville (Ohio).
Durante la presidenza Adams vide anche l'inizio dei lavori del canale Chesapeake and Ohio; la messa in opera del canale Chesapeake & Delaware, del canale Louisville and Portland per aggirare le rapide del fiume Ohio, la connessione dei Grandi Laghi al bacino idrografico dell'Ohio (negli odierni Ohio e Indiana), e l'ampliamento e la ricostruzione del canale Dismal Swamp nella Carolina del Nord.

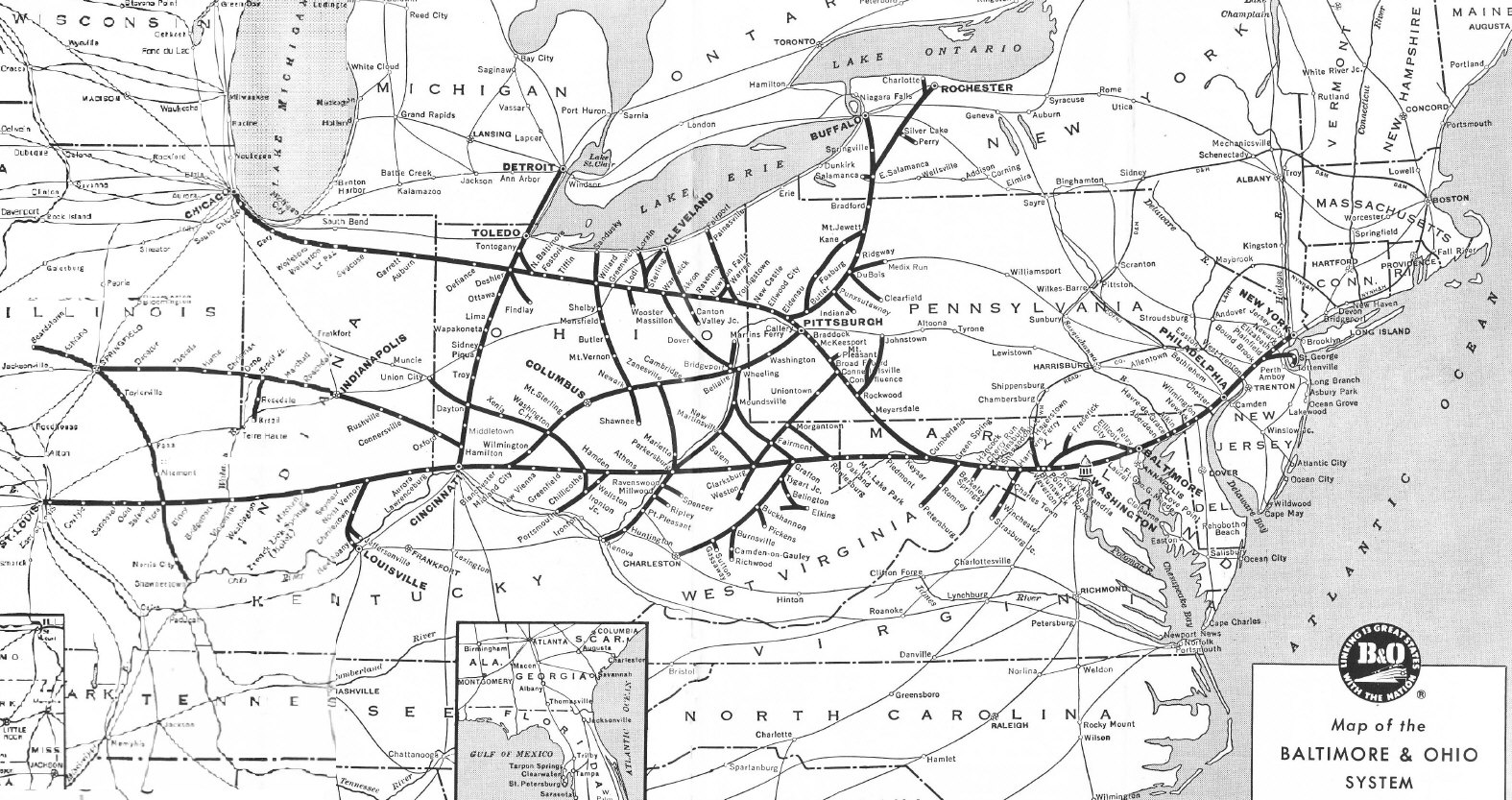
Mappa della Baltimore and Ohio Railroad.

Inoltre, la prima ferrovia adibita al trasporto di passeggeri degli Stati Uniti, la Baltimore and Ohio Railroad, venne portata a termine proprio durante la presidenza. Sebbene gran parte di tali progetti furono intrapresi da imprenditori privati, il governo federale forni finanziamenti o terreni. I progetti intrapresi attorno all'Ohio si rivelarono particolarmente importanti, in quanto consentirono un rapido sviluppo urbano di Pittsburgh, Cincinnati, Cleveland e Louisville.

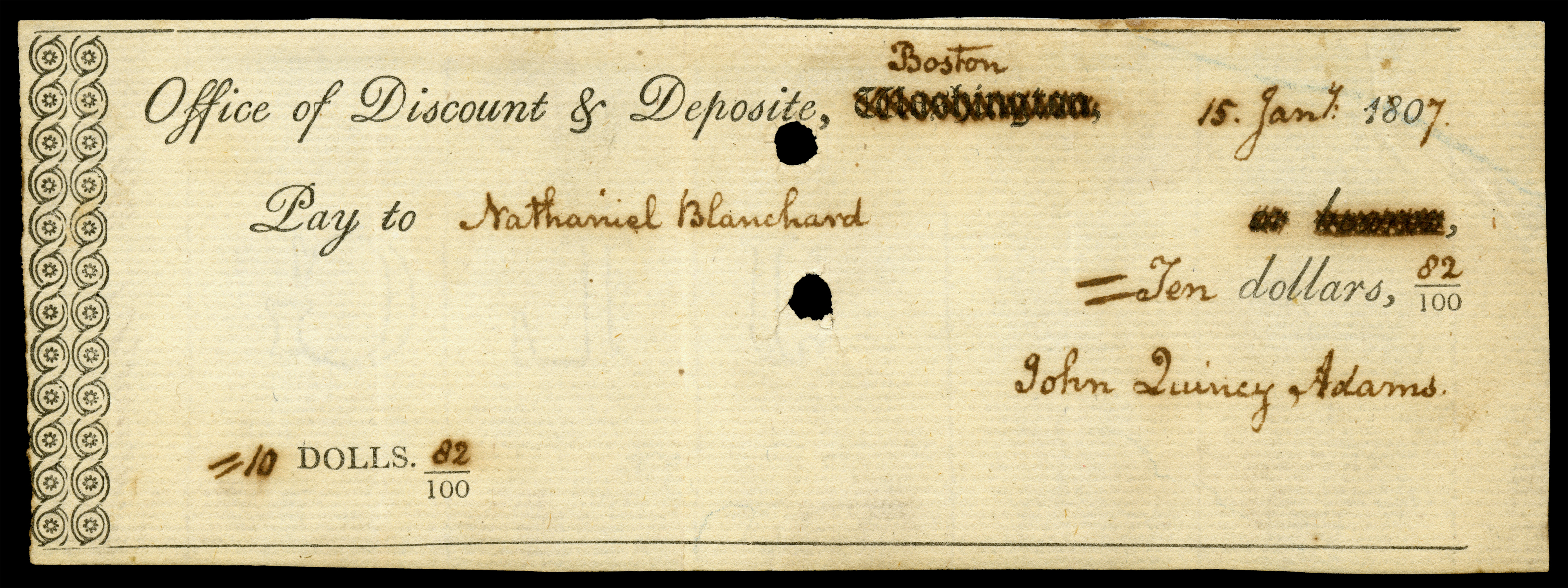
Un assegno firmato dal presidente.

### Legge sui dazi del 1828
Gli alleati di Adams persero la maggioranza al Congresso con le elezioni di medio termine del 1826, e il presidente della Camera John Taylor, favorevole ad Adams, fu sostituito da Andrew Stevenson, seguace di Jackson. Lo stesso Adams osservò che era la prima volta nella storia degli Stati Uniti che il Congresso era dominato da una maggioranza ostile al presidente. Nella prima metà del suo mandato, Adams si era rifiutato di prendere una posizione decisa sui dazi, anche per non scontentare gli alleati al sud e nel nord est. Da una parte, i produttori manifatturieri della Nuova Inghilterra appoggiavano dazi protezionisti, ma i commercianti marittimi della stessa zona li avversavano. Al sud l'economia era basata sulla piantagione di cotone. Lo Stato di provenienza di Clay, il Kentucky, e altre zone del sud erano a favore dei dazi, ma in generale l'opinione prevalente al sud era a favore di bassi dazi e del libero scambio.
Quando i seguaci di Jackson presero la maggioranza nel 1827, prepararono una legge sui dazi pensata per piacere agli Stati dell'ovest, istituendo alte tariffe doganali su beni d'importazione importanti per l'economia della Nuova Inghilterra. Il disegno di legge fu approvato dalla Camera con 105 favorevoli contro 94; gli alleati di Adams votarono 61 a 35 a favore, mentre una netta maggioranza di jacksoniani votò contro. Non è chiaro se Van Buren, che si occupò dell'iter parlamentare della legge, desiderasse che la legge fosse approvata, oppure se l'avesse deliberatamente scritta in modo che, sperava, avrebbe costretto gli alleati di Adams a opporsi. Ad ogni modo, Adams promulgò la legge sui dazi del 1828, che divenne nota come i "dazi delle abominazioni". Adams fu attaccato al sud, ma allo stesso tempo ricevette poco consenso al nord. Le alte tariffe doganali avrebbero portato alla crisi della Nullificazione negli anni 1830.

### Relazioni con i nativi americani
Il presidente ricercò la graduale assimilazione dei nativi americani attraverso accordi pacifici, una priorità condivisa da ben pochi bianchi nel corso degli anni 1820. Tuttavia, Adams era anche profondamente impegnato nell'espansione verso ovest.

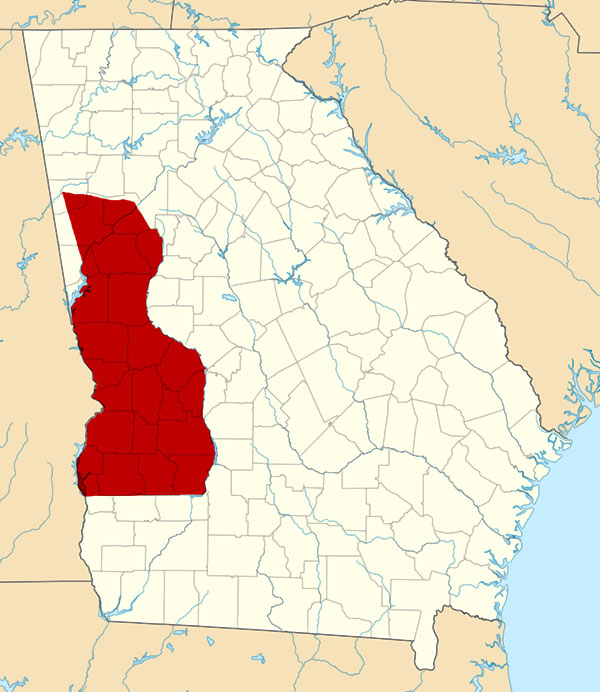
Cessione indiana nella Georgia occidentale.

I coloni di frontiera, costantemente desiderosi di spostarsi sempre più ad ovest, reclamavano l'adozione di una politica maggiormente espansionistica, che avrebbe ignorato le esigenze dei nativi. All'inizio del proprio mandato il presidente sospese il trattato di Indian Springs risalente al 1825, dopo aver appreso che il governatore della Georgia George McIntosh Troup aveva esteso con la forza il trattato ai Muscogee. Adams firmò quindi un nuovo trattato nel gennaio del 1826 che permise ai Muscogee di rimanere, pur venendo costretti a cedere la maggior parte della terra alla Georgia. Troup rifiutò di accettare tali condizioni, dando invece l'autorizzazione a tutti i cittadini georgiani di sfrattare "con le buone o con le cattive" gli indiani occupanti. Una resa dei conti tra governo statale e federale fu evitata quando i nativi accettarono un terzo trattato. Sebbene molti giudicarono il comportamento del governatore irragionevole nei suoi rapporti sia con il governo nazionale sia con i nativi, la maniera in cui la presidenza Adams gestì l'incidente causò scontento tra quelli nel profondo Sud a favore di un'immediata deportazione degli indiani.

## Politica estera

### Commercio e rivendicazioni
Uno dei principali obiettivi di politica estera dell'amministrazione fu quello dell'espansione del commercio internazionale. La presidenza Adams riuscì ad ottenere la firma di diversi trattati secondo il principio di reciprocità con un certo numero di nazioni tra cui l'impero coloniale danese, la lega anseatica, le colonie svedesi, il Regno di Prussia e la Repubblica Federale del Centro America; raggiunse degli accordi commerciali anche con il Regno delle Hawaii e il Regno di Tahiti.
Il presidente s'impegnò inoltre per far rinnovare i trattati già esistenti con l'impero britannico, il regno di Francia e l'impero coloniale olandese e diede il via ai negoziati con l'Impero austro-ungarico, l'Impero ottomano e la prima repubblica messicana, i quali avrebbero condotto alla stipulazione di accordi di un discreto successo solo dopo che Adams lasciò la carica. Collettivamente queste relazioni economico-finanziarie vennero progettate con l'intento di espandere la capacità commerciale in tempo di pace oltre che per preservare i diritti commerciali in tempo di guerra.

Mappa e localizzazione delle Indie occidentali britanniche.

Il presidente cercò anche di rinvigorire il commercio estero con le Indie occidentali che aveva subito un tracollo a partire dal 1801. Gli accordi con danesi e svedesi aprirono le loro colonie al commercio statunitense, ma Adams rimase particolarmente concentrato sull'apertura del settore mercantile con le Indie occidentali britanniche. Gli Stati Uniti avevano già raggiunto un accordo in tal senso con gli inglesi nel 1815, ma esso escludeva i possedimenti coloniali inglesi nell'emisfero occidentale. In risposta alla pressione statunitense i britannici avevano iniziato a consentire un numero limitato di importazioni nelle loro Indie occidentali a partire dal 1823, sebbene la presidenza Adams continuò a reclamare la fine del sistema protezionista della preferenza imperiale britannica. Nel 1825 i britannici proibirono gli scambi commerciali statunitensi con le Indie britanniche, infliggendo un duro colpo al prestigio del presidente; l'amministrazione negoziò estensivamente per la revoca del divieto, ma le due parti non furono in grado di trovare un compromesso accettabile. Nonostante la perdita negli scambi con le Indie occidentali britanniche, gli accordi ottenuti da Adams contribuirono ad ampliare il volume complessivo dell'esportazione nazionale.
La presidenza risolse numerose rivendicazioni pendenti di statunitensi, sorte dalle guerre napoleoniche, dalla guerra anglo-americana e dal trattato di Gand; Adams considerava la loro soluzione una componente sostanziale per l'espansione commerciale. Albert Gallatin, nel suo ruolo di ambasciatore nel Regno Unito, convinse gli inglesi a pagare la somma di un milione di dollari come indennizzo; gli Stati Uniti ricevettero indennizzi minori anche da parte di svedesi, danesi e dall'Impero russo. Fu invece richiesta una grossa indennità ai francesi, ma i negoziati s'interruppero improvvisamente quando il governo di Villèle cadde nel 1828. Adams e Clay non ebbero successo anche nella ricerca di soddisfazione su svariate rivendicazioni con il Messico.

Dall'impero spagnolo alle nazioni indipendenti al Congresso di Panama del 1826.

### America Latina
Adams e Clay si impegnarono con i paesi dell'America Latina per impedire che cadessero sotto l'influenza economica britannica. Come parte di questo obiettivo, l'amministrazione era a favore dell'invio di una delegazione al Congresso di Panama, una conferenza delle repubbliche del Nuovo Mondo organizzata da Simón Bolívar e tenutasi nel 1826. La partecipazione si iscriveva nella politica di Adams che cercava di stabilire legami più stretti con i nuovi Stati latinoamericani sorti dopo la sconfitta degli spagnoli. Clay e Adams speravano che la conferenza avrebbe inaugurato una politica di buon vicinato tra tutti i paesi fino a quel momento indipendenti dell'America. Tuttavia il finanziamento della delegazione e la conferma dei nominati si trovarono impigliati in una battaglia sulle politiche interne del presidente, con oppositori come il senatore Martin Van Buren che ostacolavano la conferma di una delegazione. Van Buren vedeva il Congresso di Panama come una sgradita deviazione dalla politica estera isolazionista iniziata da George Washington; da parte sua John Calhoun era ansioso di screditare un'iniziativa di Clay. Alla fine la delegazione ottenne la conferma da parte del Senato, ma non arrivò mai alla conferenza a causa dei ritardi del Senato.
Nel 1825 Antonio José Cañas Quintanilla, ambasciatore salvadoregno della Repubblica Federale del Centro America (composta da Costa Rica, Guatemala, El Salvador, Honduras, Los Altos e Nicaragua), propose un trattato che prevedesse l'inizio della costruzione di un canale artificiale attraverso il territorio del Nicaragua.. Impressionato favorevolmente dal nuovo Canale Erie, Adams era molto interessato alla proposta. La RFCA assegnò un appalto per la costruzione del canale ad una cordata di imprenditori statunitensi, ma la società fallì per mancanza di fondi. Il fallimento di questa collaborazione contribuì al crollo della RFCA stessa, che si sciolse nel 1839.

La regione sottoposta a disputa tra il Maine e i territori canadesi del Québec (provincia) e di Nuovo Brunswick, questione che verrà risolta dalla presidenza di John Tyler.

### Problemi di confine
Come presidente Adams continuò la ricerca di un accordo sulle dispute territoriali con il Regno Unito, tra cui l'ancora indefinito confine tra il Maine e il Canada. Gallatin era a favore alla separazione dell'Oregon Country con la linea di frontiera sul fiume Columbia; ma né Clay né il presidente volevano concedere territori al di sotto del 49º parallelo Nord.

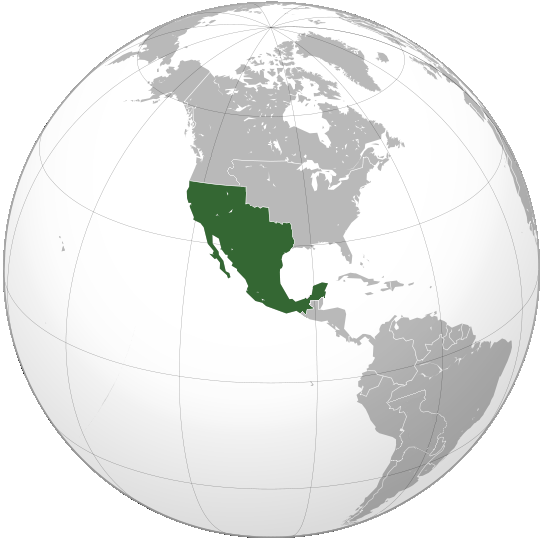
Mappa e localizzazione della prima repubblica messicana.

La guerra d'indipendenza del Messico si concluse poco dopo che gli Stati Uniti e la Spagna ratificarono il trattato Adams-Onís; Adams si rivolse quindi alla prima repubblica messicana per una rinegoziazione del confine tra il Messico e gli Stati Uniti d'America. Il primo ambasciatore statunitense Joel Roberts Poinsett provò invano ad acquistare il Texas messicano. A partire dal 1826 i coloni sudisti ivi presenti scatenarono la ribellione di Fredonia, ma Adams fece in modo che gli Stati Uniti ne rimanessero estranei.

## Elezioni presidenziali del 1828

I risultati delle elezioni presidenziali del 1828

I seguaci di Jackson costituirono un vero e proprio apparato di partito che adottò molte tecniche moderne di campagna. Anziché concentrarsi sulle questioni, essi misero in risalto la popolarità di Jackson e la presunta scorrettezza di Adams e del governo federale. Adams, da parte sua, non volle adattarsi al nuovo stile di far politica, evitando apparizioni in pubblico e rifiutandosi di investire in strumenti di propaganda come i giornali. Adams e Clay avevano sperato che la campagna elettorale sarebbe stata incentrata sul loro "sistema americano", invece predominarono le questioni legate alla personalità di Jackson e Adams.
Il vicepresidente Calhoun si candidò alla stessa carica ma con Jackson, mentre Adams si rivolse al segretario del Tesoro Richard Rush, dopo il rifiuto del governatore della Pennsylvania John Andrew Shulze. L'elezione del 1828 fu quindi la prima in cui due candidati, presidente e suo vice, del nord fronteggiavano due del sud. Adams era stato un esponente del Partito Federalista all'inizio della sua carriera, e se da una parte ciò non gli consentisse di raccogliere molto sostegno tra gli ex del Partito, dall'altra lo danneggiò in alcune aree della nazione, specie all'ovest.
Gli Stati chiave dell'elezione furono New York, la Pennsylvania e l'Ohio, che insieme sommavano circa un terzo dei grandi elettori. Jackson vinse in Pennsylvania, Ohio, e perfino nello Stato di provenienza di Clay, il Kentucky. Vinse anche la maggioranza dei voti elettorali del New York e si aggiudicò un voto elettorale nel Maine, l'unico sfuggito ad Adams nella Nuova Inghilterra. A Jackson andò il 50,3 per cento del voto popolare negli "Stati liberi" e il 72,6 negli Stati schiavisti. In totale, Jackson vinse 178 dei 261 voti elettorali e poco meno del 56 per cento del voto popolare. La percentuale ottenuta da Jackson nel voto popolare fu superata solo nel 1904 da Theodore Roosevelt. Adams fu il secondo presidente in carica a perdere le elezioni, il primo era stato suo padre John. Nel 1828 erano rimasti solo due Stati a non tenere elezioni popolari per il presidente, e il numero di voti espressi a livello nazionale fu il triplo rispetto al 1824. L'incremento era dovuto sia al maggior numero di Stati che erano passati all'elezione popolare, sia al maggior interesse della popolazione e alla capacità dei candidati di mobilizzare i loro sostenitori.
L'elezione segnò la fine dell'"era dei buoni sentimenti" e l'inizio del "secondo sistema partitico". Il sogno di una politica senza partiti, proprio di Monroe, Adams e molti altri dei primi governanti, fu spezzato, sostituito dall'ideale di Van Buren costituito da battaglie tra legittimi partiti politici. A livello ideologico, Adams sosteneva che il governo dovesse cercare di migliorare la vita dei cittadini, mentre nella visione di Jackson il governo doveva limitarsi alla difesa della libertà. La vittoria netta di Jackson non impedì che simili differenze ideologiche si ripresentassero. L'alleanza tra seguaci di Jackson, Calhoun e Crawford realizzata da Jackson e Van Buren sarebbe sfociata nel Partito Democratico, che dominò le elezioni presidenziali nei decenni prima della guerra civile. I seguaci di Adams e Clay avrebbero invece costituito la principale opposizione a Jackson, come Partito Repubblicano Nazionale. Questo in seguito sarebbe evoluto nel Partito Whig, il secondo maggior partito a livello nazionale tra gli anni 1830 ai 1850.

## Uscita di scena
John Quincy Adams lasciò l'incarico il 4 marzo 1829, non partecipando neppure alla cerimonia d'insediamento del suo successore Andrew Jackson, che lo aveva apertamente ignorato rifiutandosi di effettuare la tradizionale "chiamata di cortesia" al presidente uscente nelle settimane immediatamente precedenti, da presidente eletto. La moglie del nuovo presidente, Rachel Jackson, era morta poco dopo le elezioni e Jackson ne incolpò Adams e i suoi seguaci, a causa delle illazioni rivoltegli contro riguardo al possibile matrimonio illegittimo (Rachel si sposò con Andrew quando ancora non era stato ufficializzato il divorzio dal primo marito).
Adams è uno degli soli quattro presidenti uscenti che scelsero di non partecipare alla cerimonie inaugurali dei loro rispettivi successori; gli altri furono suo padre John Adams (per la presidenza di Thomas Jefferson), Andrew Johnson (per la presidenza di Ulysses S. Grant) e Donald Trump (per la presidenza di Joe Biden).

Stemma del presidente J. Q. Adams.

## Valutazioni storiche
(Mario Francini, Storia dei presidenti americani Tascabili Newton 1996, pag. 24-25.)
John Quincy Adams viene generalmente classificato dagli storici e dai politologi come un presidente nella media. È ricordato come un grande segretario di Stato durante la precedente presidenza di James Monroe e un uomo molto qualificato per la presidenza, ma la sua presidenza fu indebolita irrimediabilmente dall'esito delle elezioni presidenziali del 1824. Soprattutto viene giudicato povero di carisma in un periodo storico in cui la politica aveva cominciato ad essere sempre più importante. Parlava di cercare di prestare servizio come un uomo al di sopra della "dannosa erbaccia dei conflitti partitici" nel preciso momento in cui il secondo sistema partitico stava emergendo con una forza quasi rivoluzionaria.
Paul Nagel afferma che l'acume politico di Adams non era meno sviluppato di quello di altri ai suoi tempi, invece sostiene che i problemi politici di Adams erano il risultato di una fazione di seguaci di Jackson insolitamente ostile e della stessa avversione di Adams nei confronti della carica assegnatogli. Sebbene fosse un prodotto della cultura del suo tempo, rifiutò di fare politica secondo le regole usuali e non era così aggressivo nel guadagnarsi sostegno politico come avrebbe potuto essere. I seguaci di Jackson lo attaccarono incessantemente per il suo coinvolgimento nel presunto accordo stipulato sottobanco con Clay dopo le elezioni del 1824.
Un sondaggio C-SPAN del 2017 ha classificato Adams nella fascia centrale, sotto George H. W. Bush e sopra Ulysses S. Grant. Era stato chiesto a 91 storici della presidenza di definire e valutare i 43 ex presidenti (incluso il presidente in carica Barack Obama) in varie categorie per ottenerne un punteggio composito, risultante in una classifica generale. Adams si classificò al 21º posto (dalla 19ª posizione in cui si trovava in entrambe le inchieste del 2009 e del 2000). Le sue posizioni nelle varie categorie furono le seguenti: persuasione pubblica 33°, capacità di guida in tempo di crisi 23°, gestione economica 17°, autorità morale 16°, relazioni internazionali 15°, capacità amministrative 18°, rapporti con il Congresso 32°, visione/definizione di un programma 15°, perseguimento di una giustizia uguale per tutti 9°, efficacia nel contesto del tempo 22°.. Un'ulteriore ricerca condotta nel 2018 dalla "Presidents and Executive Politics section" dell'American Political Science Association ha posto Adams al 23° miglior presidente in ordine d'importanza.

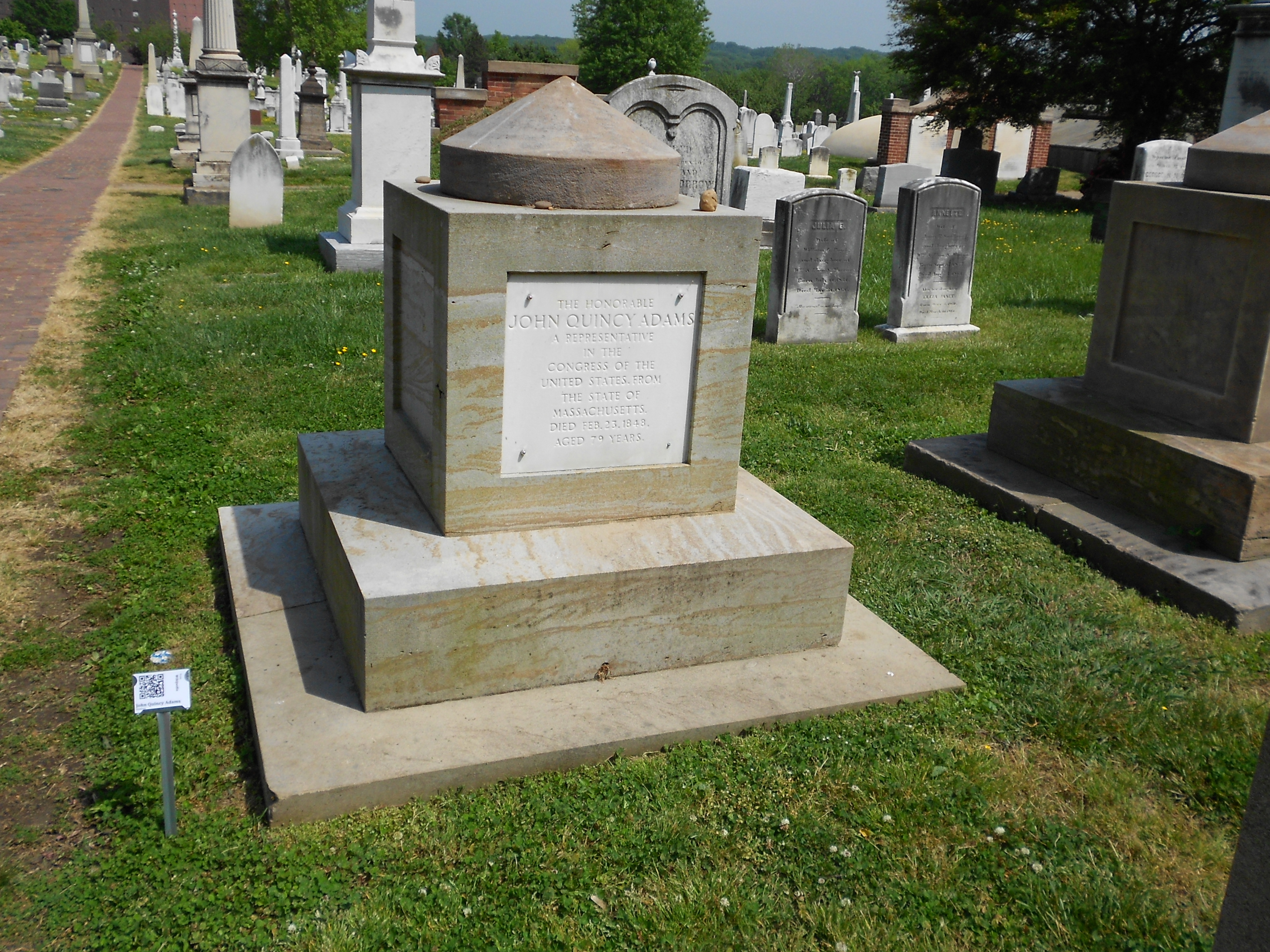
Cenotafio in memoria del presidente al " Congressional Cemetery" di Washington.

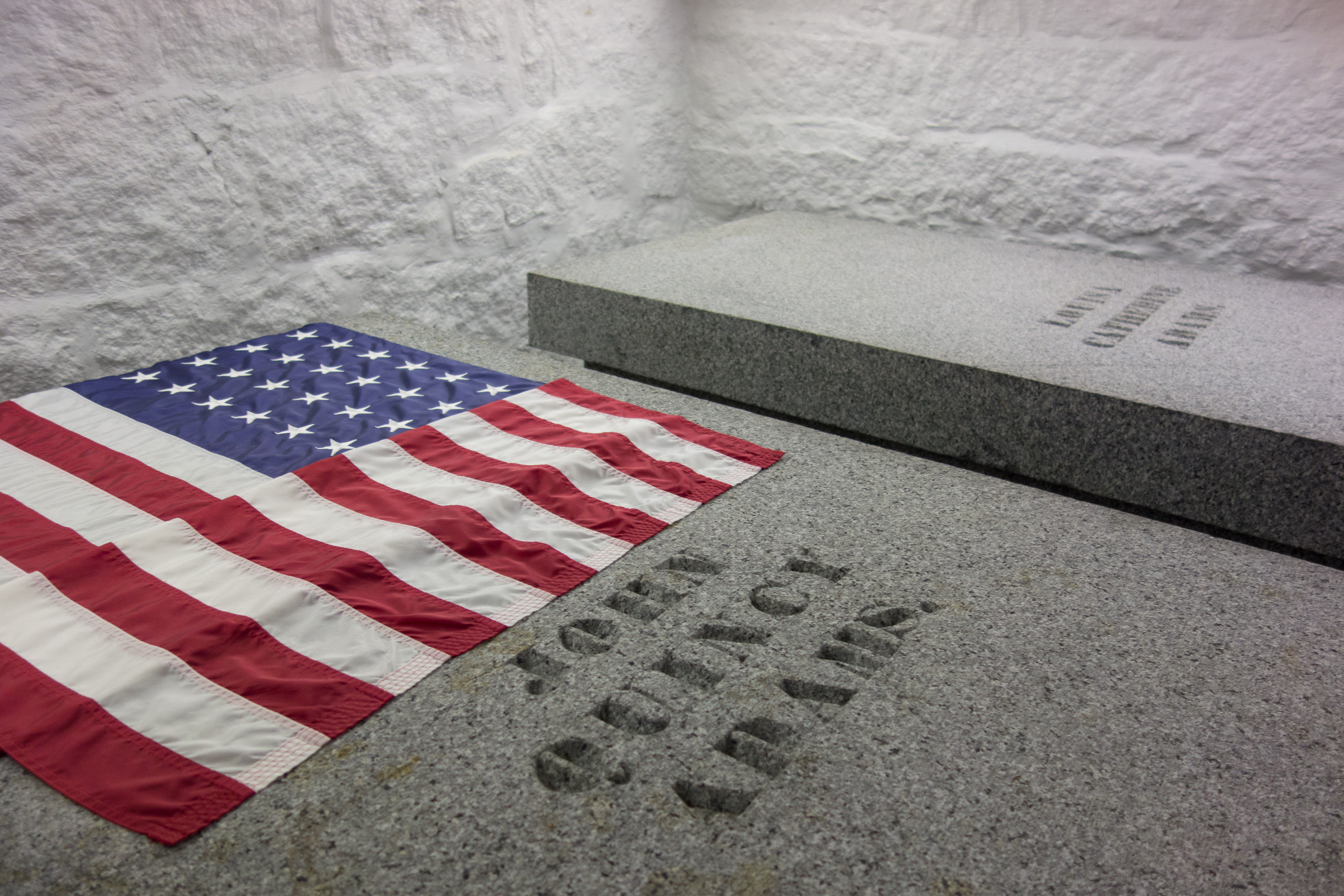
La tomba del presidente all'interno della "United First Parish Church" degli Unitariani universalisti di Quincy (Massachusetts).

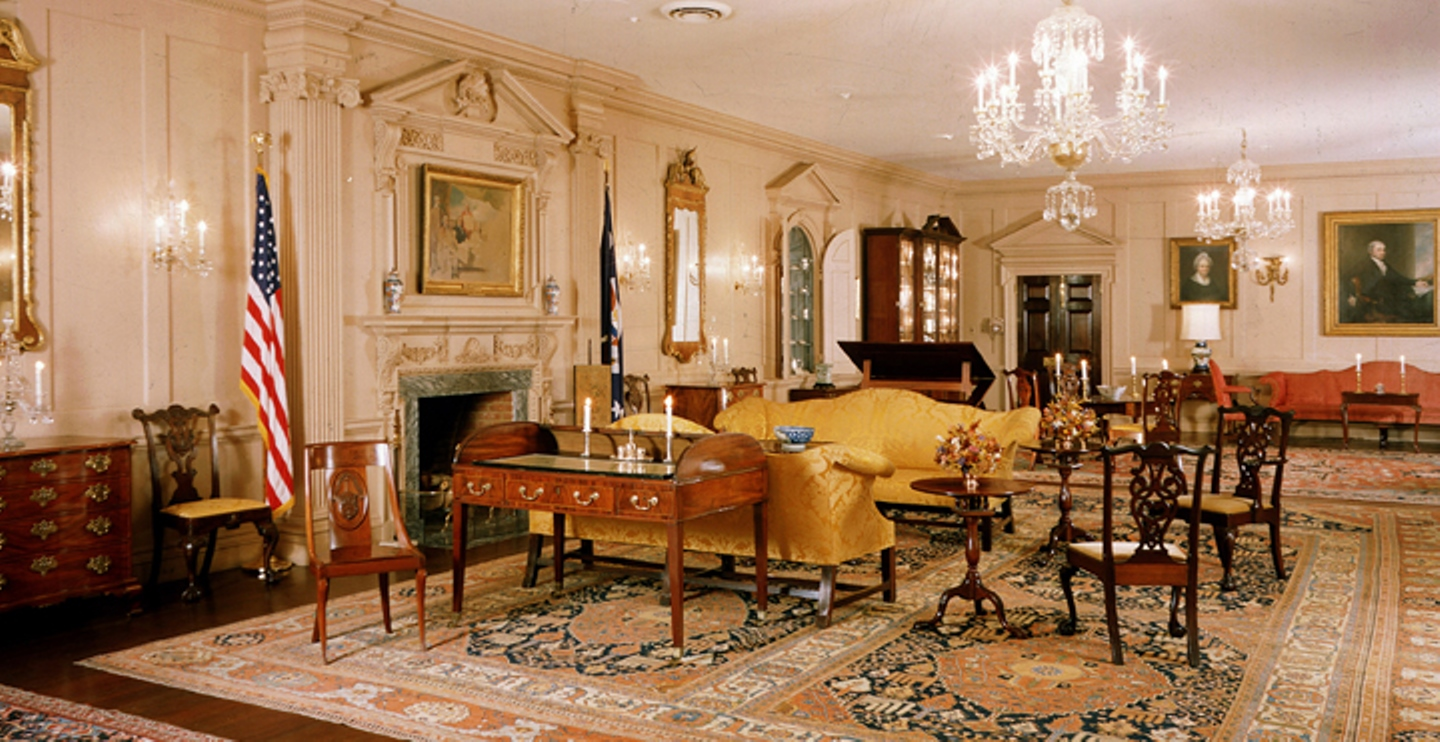
La sala di ricevimento diplomatica dedicata al presidente al Dipartimento di Stato.

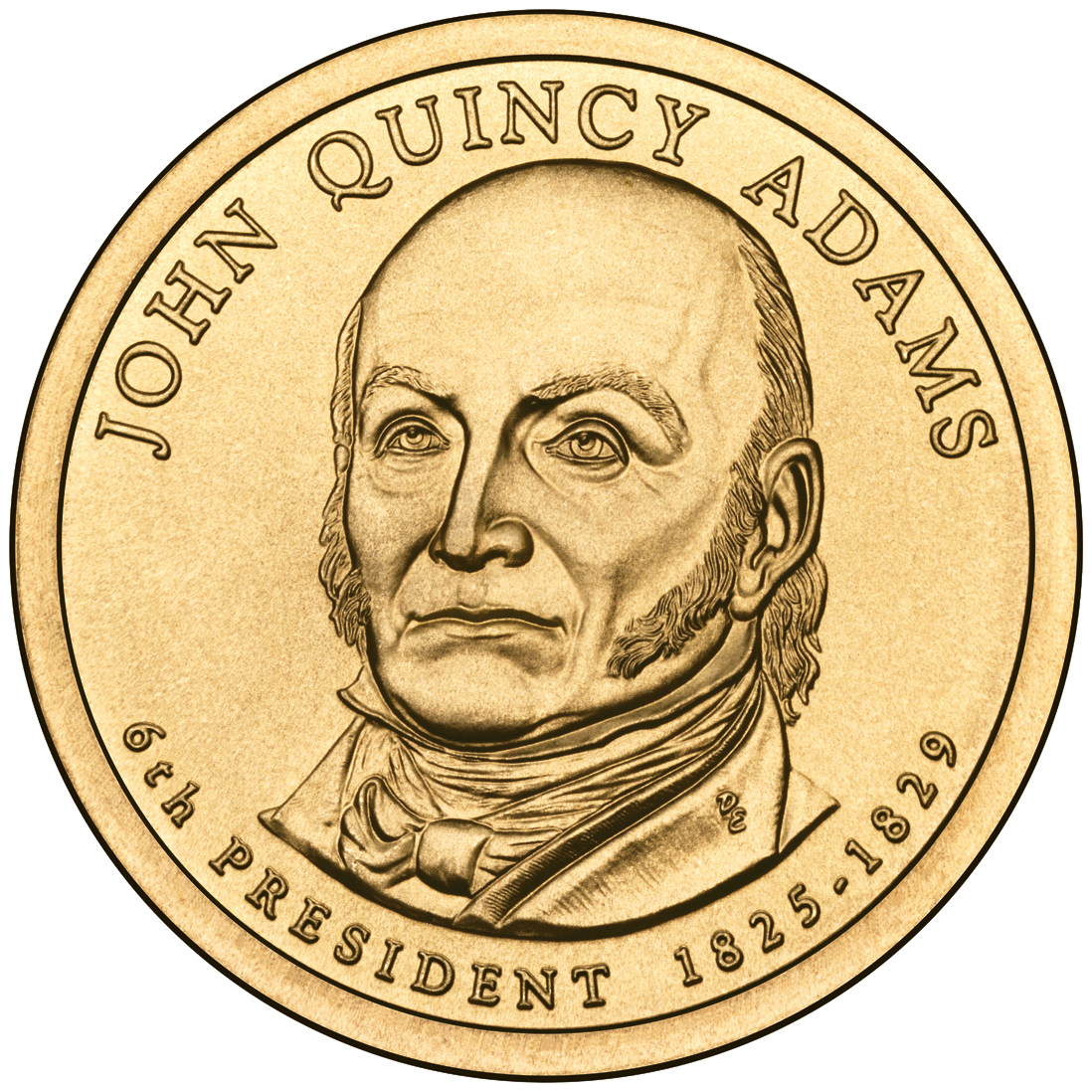
Il dollaro presidenziale con l'effigie di John Quincy Adams.